# Jerzy Kukla
Jerzy Kukla – organista, organmistrz, publicysta, dyrygent.
Absolwent Akademii Muzycznej w Krakowie w klasie organów i Akademia Muzyczna w Katowicach w klasie dyrygentury. Konsultant muzyczny oraz wykonawca intonacji organów w Polsce, m.in. w Bazylice Ojców Jezuitów w Krakowie, Polskiej Filharmonii Bałtyckiej w Gdańsku, w katedrze w Oliwie oraz w Bazylice Ojców Paulinów na Jasnej Górze. Propagator muzyki Feliksa Nowowiejskiego w kraju i za granicą. Pomysłodawca Sandomierskich Recitali Organowych, Bystrzańskich Recitali Organowych, Olkuskich Dni Muzyki Organowej, Międzynarodowych Festiwali „Organy Bielska-Białej”, „Muzyki na Zamku Bielskim” oraz Międzynarodowych Festiwali Muzyki Organowej w Puławach.
Koncertował w Polsce oraz Austrii, Czechach, Danii, Niemczech, Rosji, Rumunii, Słowacji, Szwajcarii, Ukrainie i Włoszech. Ukazały się 4 CD z jego interpretacjami utworów organowych. Artykuły o tematyce muzyki polskiej oraz problematyce budownictwa organowego, publikował w „Ruchu muzycznym” oraz w zeszytach naukowych polskich uczelni muzycznych.

## Wybrane publikacje
- CD Złoty wiek muzyki polskiej, 1996, Warszawa, Agencja Artystyczna MTJ, OCLC 838939002
- CD Nowowiejski w wielu wymiarach, 2017, Bydgoszcz, Akademia Muzyczna imienia Feliksa Nowowiejskiego, OCLC 1051255091

## Nagrody
- Nagroda Prezydenta Miasta Puławy za zasługi w dziedzinie upowszechniania kultury (2017)